# ساليني تافارانان
ساليني تافارانان (بالإنجليزية: Salinee Tavaranan) هي مهندسة ميكانيكا متخصصة في الطاقة الشمسية والأشكال الأخرى من الطاقة المتجددة. هي مديرة مشروع فريق طاقة الحدود الخضراء، والمديرة التنفيذية لشركة صن-سوانغ ومؤسستها، لتوفير أنظمة الطاقة الخضراء للسكان القاصيين. نالت ساليني جائزة كارتير للمبادرات النسائية لعملها في توفير الطاقة المتجددة للمناطق القاصية في تايلاند.

## التعليم
نشأت ساليني تافارانان على جزيرة فوكيت الموجودة في جنوب تايلاند. نالت درجة البكالوريوس في الهندسة الميكانيكية من جامعة شولالونغكورن في تايلاند في عام 2001. نالت بعد ذلك درجة الماجيستير في هندسة الطاقة الشمسية من جامعة ماساتشوستس في عام 2003.

## الحياة المهنية
بدأت ساليني تافارانان دراسة برنامج الدكتوراة عندما عُرضت عليها وظيفة مديرة مشروع في فريق طاقة الحدود الخضراء. عادت إلى تايلاند للانضمام للمشروع. مشروع الحدود الخضراء هو منظمة غير حكومية تعمل مع المزارعين لتطبيق أنظمة طاقة شمسية في الحقول الخضراء، واستخدام مشاريع صغيرة لتوليد الكهرباء بواسطة المياه الجارية، واستخدام الغاز الحيوي. من أسباب تدريب المزارعين المحليين، أن تلك المناطق ربما لا يمكن الوصول لها في الفصول الممطرة. عمل المشروع مع لاجئين في مخيم لاجئي ماي-لا بالقرب من الحدود بين تايلاند وبورما وكذلك المزارعين في المناطق البعيدة. مكن هذا العمل الناس من الحصول على العديد من الموارد المطلوبة ومنها المياه والأضواء والفصول والحواسيب والأدوية وموارد الرعاية الصحة.
في عام 2004، دعمت حكومة تايلاند مبادرة لتطبيق أنظمة طاقة شمسية منزلية في 300 ألف منزل تايلاندي في المناطق النائية والتي لم يكن لها ترف الحصول على شبكة الطاقة الوطنية. أظهرت الأبحاث المتابعة للأمر في برنامج التطوير التابع للأمم المتحدة بعد عدة سنوات أن 80% من الأنظمة لم تعد تستخدم. في عام 2011، نفذ المشروع برنامج ريادة لـ300 شخص لاختبار إمكانية توفير منتجات الطاقة الشمسية والحفاظ على الرسوم،[2] في محاولة لتطوير نموذج أكثر استدامة لتطوير الطاقة الخضراء المحلية.
في مارس عام 2013، انشأت ساليني شركتها صن-سوانغ لتوفير خدمات الحفاظ على أنظمة الطاقة الشمسية. تجمع الشركة الفنيين المحليين وتدربهم للحفاظ على المعدات التي وفرتها المبادرات الحكومية السابقة. الألواح الكهربية الضوئية باهظة الثمن قابلة للإصلاح بشكل عام ويُعاد استخدامها بمكونات أقل تكلفة نسبيًّا مثل التوربينات المولدة للكهرباء بالمياه الجارية، وشواحن الهواتف الخلوية والمصابيح. تُعادَل التكلفة المبدئية الباهظة مع التكلفة الجارية المنخفضة بتوفير خطط دفع تمتد لخمس سنوات. في عام 2014، ركزت الشركة على العمل مع الساكنين في منطقة تاك، وهي منطقة من الغابات والحدائق الوطنية بالقرب من الحدود البورمية التايلاندية. تستمر ساليني تافارانان في العمل إلى حد ما مع المشروع بالإضافة إلى صن-سوانغ.
نالت ساليني جائزة كارتير للمبادرات النسائية في عام 2014 لعملها في توفير الطاقة المتجددة في المناطق النائية في تايلاند. كما شملت قائمة 100 امرأة مميزة في بي بي سي عام 2014 اسمها.